# Station Neau
Station Neau is een spoorweghalte in de Franse gemeente Neau. Zij wordt bediend door treinen van het netwerk TER Pays de la Loire op de trajecten Le Mans - Rennes en Le Mans - Laval.